# Calli Cox
Calli Cox (Robinson, Illinois; 26 de febrero de 1977) es una actriz pornográfica estadounidense.
Nacida en el estado de Illinois, Cox se graduó del colegio en la Universidad del Este de Illinois como maestra. Después de un año de la enseñanza, ella decidió continuar trabajando como bailarina exótica de tiempo completo, trabajando en el Silver Bullet en Urbana, Illinois bajo el nombre Christy. Ella hizo una película adulta para la Playboy TV, y protagonizó su primera película de porno hardcore en 2001.